# Хацухару (1933)
Хацухару (яп. 初春, Hatsuharu) – ескадрений міноносець Імперського флоту Японії однойменного типу, який брав участь у Другій світовій війні. 

## Історія створення
Корабель був закладений 14 травня 1931 року на верфі ВМФ в Сасебо. Спущений на воду 27 лютого 1933 року, вступив у стрій 30 вересня того ж року.

## Історія служби

### 1941 рік
На момент вступу Японії до Другої світової війни «Хацухару» належав до 21-ї дивізії ескадрених міноносців, яка за планами японського командування певний час повинна була залишатись у водах метрополії. 7 грудня 1941-го «Хацухару» разом з іншими есмінцями вийшов із Внутрішнього Японського моря до островів Огасавара для супроводу великого з’єднання лінкорів. Останнє в разі потреби мало надати допомогу ударному авіаносному з’єднанню («Кідо Бутай»), яке поверталось після удару по Перл-Гарбору. Втім, японські авіаносці ніхто не переслідував і 13 грудня лінкори повернулись до Куре. А з 18 по 22 грудня «Хацухару» виходив у море для зустрічі та супроводу самого «Кідо Бутай».

### 1942 рік
За місяць 21-шу дивізію вирішили залучити до наступу на схід Нідерландської Ост-Індії. 14—22 січня 1942-го «Хацухару» та 3 інші есмінці ескортували танкерний конвой з Токуями (Токійська затока) до Давао на південному узбережжі філіппінського острова Мінданао (тут японці висадились ще 20 грудня 1941-го). Невдовзі дивізія «Хацухару» вийшла для підсилення загону, що провадив десантну операцію в Кендарі на південно-східному півострові Целебесу. Десантування тут успішно провели в перші години 24 січня, а 21-ша дивізія прибула сюди лише вранці 25 січня. Майже одразу після цього «Хацухару» зіткнувся з легким крейсером «Нагара» (з самого початку охороняв сили висадки в Кендарі) та зазнав певних пошкоджень. «Хацухару» під ескортом есмінця «Ненохі» рушив до Давао, куди прибув 29 січня та до 11 лютого проходив тут ремонт.
По завершенні відновлення «Хацухару» нетривалий час займався ескортуванням танкерів між Давао та Тараканом і Балікпапаном (центри нафтовидобувної промисловості на східному узбережжі острова Борнео), а 23—26 лютого супроводив танкер «Акебоно-Мару» з Давао до Макассару (порт на південно-західному півострові Целебесу, захоплений японцями ще 8 лютого), де знову приєднався до свого підрозділу. В цей час уже підходила до кульмінації операція з висадки десанту на сході головного острова Нідерландської Ост-Індії Яви, при цьому 21-ша дивізія залишалась у резерві. 27—28 лютого основне японське з’єднання виграло битву в Яванському морі, після чого 28 лютого – 1 березня «Хацухару» та інші есмінці його підрозділу безрезультатно провадили у протоці Балі пошук ворожих кораблів, які намагались покинути Яванське море. 16—25 березня «Хацухару» пройшов з Макассару до Сасебо (обернене до Східнокитайського моря узбережжя острова Кюсю), де став на ремонт.
29 травня 1942-го «Хацухару» разом з 3 іншими есмінцями та легким крейсером вийшли з Омінато (база ВМФ на північному завершенні Хонсю) в межах операції вторгнення на Алеути. Цього разу есмінець належав до загону висадки на острові Атту, який також включав переобладнаний мінний загороджувач і транспорт. 7 червня провели десантування, яке не зустріло жодного спротиву через відсутність на острові гарнізону. Після цього «Хацухару» узявся за патрулювання в районі Атту, а з 1 по 12 липня патрулював у районі іншого алеутського острова Киска  (тут японці висадились так само 7 червня). 19 липня «Хацухару» прибув до Японії, після чого з 21 липня до 4 серпня проходив доковий ремонт у Йокосуці.
4—6 серпня 1942-го «Хацухару» пройшов до Омінато, після чого протягом двох місяців ніс патрульно-ескортну службу в північній зоні. Крім того, корабель залучали до транспортних місій, так, з 12 по 16 вересня він здійснив транспортний рейс з курильського острова Шумшу до Киски. 8 жовтня «Хацухару» прибув до Йокосуки, а 11—17 жовтня разом з есмінцем «Оборо» пройшов із транспортною місією через Шумшу до Киски. Невдовзі по прибуттю до цілі походу загін атакували ворожі бомбардувальники. На «Хацухару» внаслідок прямого влучання бомби була сильно пошкоджена кормова частина, загинуло 4 члени екіпажу. Втім, попри виведену з ладу систему кермування «Хацухару» спершу зміг підібрати кількох моряків із потопленого «Оборо», а 25 жовтня досягнути Парамуширу (так само Курильські острови).

### 1943 рік
Майже рік – з 6 листопада 1942 по 30 вересня 1943 – «Хацухару» проходив ремонт у Майдзуру (обернене до Японського моря узбережжя острова Хонсю). При цьому з нього також демонтували одну установку головного калібру та 2 застарілі 40-мм зенітні гармати, натомість змонтували 3 строєні та 1 спарену установки 25-мм зенітних автоматів.
По завершенні відновлення «Хацухару» узявся за ескортну службу. З 11 жовтня по 5 листопада 1943-го разом зі ще одним есмінцем він супроводив з Японії до Сінгапуру та назад легкий авіаносець «<Рюхо», а 24 листопада – 10 грудня разом зі ще двома есмінцями ескортував авіаносець «Хійо» за маршрутом – Куре – Сінгапур – Таракан – Трук (на Труці ще до війни створили головну базу японського флоту в Океанії, з якої, зокрема, велась підтримка операцій на Соломонових островах). 24—29 грудня «Хацухару» та ті ж есмінці супроводили легкий авіаносець «Дзуйхо» та ескортний авіаносець «Унйо» з Труку до Йокосуки.

### 1944 рік
4—9 січня 1944-го «Хацухару» разом зі ще чотирма есмінцями ескортував з Йокосуки на Трук ті самі легкий та ескортний авіаносці, а також важкий крейсер. 18 січня разом з трьома іншими есмінцями та легким крейсером «Хацухару» вирушив у зворотний рейс із авіаносцями, при цьому 19 січня в районі Маріанських островів «Унйо» був торпедований підводним човном та під охороною двох есмінців і крейсера попрямував до острова Сайпан (у підсумку на початку лютого досягне Японії, де стане на ремонт). «Хацухару» продовжив ескортувати «Дзуйхо» та 23 січня привів його до Йокосуки. З 29 січня по 16 лютого «Хацухару» здійснив ще один рейс на Трук та назад до Йокосуки, супроводивши разом зі ще одним есмінцем легкі авіаносці «Дзуйхо» та «Тійода» (такі постійні рейси легких та ескортних авіаносців пояснювались їх використанням для доставки літаків на віддалені бази).
Наприкінці лютого 1944-го «Хацухару» пройшов у Сасебо короткочасний ремонт, а 27 – 29 лютого прослідував до Омінато. Після цього майже до кінця червня есмінець ніс патрульно-ескортну службу у північній зоні, хоча з 13 по 22 квітня побував у Куре для чергового ремонту, під час якого додатково отримав дві одиночні установки 25-мм зенітних автоматів. 13 червня «Хацухару» вийшов з Парамуширу для супроводу на Хоккайдо транспорту «Такасіма-Мару», при цьому того ж дня останній був потоплений підводним човном і есмінцю довелось провадити порятунок вцілілих.
24 червня 1944-го «Хацухару» прибув до Йокосуки, де отримав додатково десять одиночних установок 25-мм зенітних автоматів. Невдовзі корабель здійснив транспортні рейси з Йокосуки до островів Огасавара – 28 – 30 червня до Іодзіми (разом зі ще одним есмінцем), а 10 – 19 липня до Іодзіми та Тітідзіми.
В наступні кілька місяців «Хацухару» разом зі ще щонайменше одним есмінцем провів ескортування конвоїв з Японії через Формозу до Лусона та назад (з 16 серпня по 21 вересня), а також пройшов одразу три раунди ремонту – з 20 липня по 11 серпня, з 21 вересня по 1 жовтня та з 12 по 15 жовтня (в останньому випадку на кораблі змонтували ще 5 25-мм зенітних автоматів).
З 12 по 16 жовтня 1944-го американське авіаносне з’єднання завдало серію ударів по острову Формоза (Тайвань). На тлі занадто оптимістичних доповідей про результати зворотних дій японське командування вислало 15 жовтня у море загін адмірала Сіми, який мав завдати удар по послабленому (як вважалось) американському флоту. До нього увійшли 2 важкі крейсери під охороною легкого крейсера та 7 есмінців, одним з яких був «Хацухару». 16 жовтня вони прибули до острова Амаміосіма (центральна група архіпелагу Рюкю), а 18 – 20 жовтня пройшли звідси до Мако (база на Пескадорських островах у південній частині Тайванської протоки). На цьому шляху японський загін, на своє щастя, не зустрів надводних сил ворога та не постраждав від американських підводних човнів, що чотири рази виявляли його, проте так і не змогли зайняти положення для атаки.
21 – 23 жовтня 1944-го «Хацухару» разом з 2 іншими есмінцями своєї дивізії прослідували з Такао (зараз Гаосюн на Тайвані) до Маніли для доставки туди наземного персоналу авіації. Цей рейс відбувався на тлі початку десантної операції союзників на Філіппінах і головні сили японського флоту вже рухались з району Сінгапуру в межах плану контратаки. 24 жовтня загін «Хацухару» вийшов з Маніли, щоб знову приєднатись до адмірала Сіми, який отримав завдання підсилити угруповання адмірала Нісімури (мало пройти через південну частину внутрішніх морів Філіппін та відволікти увагу від головних сил, які перетинали внутрішні моря північніше). Того ж 24 жовтня в морі Сулу біля західного узбережжя острова Панай ворожі літаки потопили один з есмінців – «Вакаба», після чого ««Хацухару»» разом з іншим есмінцем взяв участь у порятунку вцілілих, а потім повернувся до Маніли.
Тим часом головні сили японського флоту зазнали поразки у вирішальній битві і відступили. Невдовзі «Хацухару» задіяли у транспортній операції TA, метою якої була доставка підкріплень на Лейте до затоки Ормок. 1 листопада 1944-го «Хацухару» та ще 5 есмінців вирушили з Маніли у складі основного, третього ешелону конвою TA-2. 3 листопада, вже на зворотному шляху, «Хацухару» та ще один есмінець відділились щоб охороняти швидкісний транспорт T.9 (із другого ешелону), який вів на буксирі пошкоджений швидкісний транспорт T.131 (із першого ешелону). 5 листопада загін прибув до Маніли.
9 листопада 1944-го «Хацухару» разом зі ще двома есмінцями та одним ескортним есмінцем вийшли з Маніли для супроводу конвою TA-3. 10 листопада, ще на шляху до Ормоку, охорону підсилили 3 есмінцями із супроводу конвою TA-4 (незважаючи на номер, він вийшов раніше та вже повертався з Лейте) і 11 листопада «Хацухару» повернувся до Маніли.

### Загибель
13  та 14 листопада під час авіанальотів на Манілу «Хацухару» зазнав пошкоджень від близьких розривів, почалось надходження води у корпус і есмінець затонув на мілководді. В цих останніх боях загинуло 12 членів екіпажу.